# Mardara
Mardara is een geslacht van vlinders van de familie spinneruilen (Erebidae), uit de onderfamilie Lymantriinae.

## Soorten
- M. albostriata Hampson, 1893
- M. calligramma Walker, 1865
- M. yunnana Collenette, 1951